# Dragony
Dragony je rakouská powermetalová hudební skupina s prvky symfonického metalu založená v roce 2007 ve Vídni. Po odehrání některých koncertů v roli předkapely bylo v roce 2011 vydáno debutové album Legends. O rok později podepsali Dragony smlouvu s vydavatelstvím Limb Music, zároveň se také museli vyrovnat s odchodem kytaristy a klávesisty. V roce 2015 vydali druhou desku Shadowplay, přičemž se v rámci její podpory zúčastnili jako předskokan evropského turné kapely Gamma Ray. V roce 2018 vyšlo třetí studiové album Masters of the Multiverse.
Hudebně je skupina označována za powermetalovou sestavu s prvky symfonického metalu; především melodickými riffy podloženými klávesovými prvky. V porovnání s ostatními skupinami na metalové scéně bývají Dragony přirovnáváni ke kapelám jako jsou Freedom Call, HammerFall, Sonata Arctica či Nightwish. Sami členové Dragony přiznávají inspiraci těmito skupinami.

## Sestava
- Siegfried Samer – zpěv (od 2007)
- Andreas Poppernitsch – kytara (od 2007)
- Simon Saito – kytara (od 2012)
- Herbert Glos – basová kytara (od 2007)
- Manuel Hartleb – klávesy (od 2012)
- Frederic Brünner – bicí (od 2007)

Bývalí členové
- Daniel Stockinger – kytara (2007–2012)
- Georg Lorenz – klávesy (2007–2012)

## Diskografie
- Legends (2011)
- Shadowplay (2015)
- Masters of the Multiverse (2018)
- Viribus Unitis (2021)

EP
- Lords of the Hunt (2017)